# Novembre 1955

## Évènements
- Fondation de l’Institut des affaires économiques au Royaume-Uni (Geoffrey Howe, Keith Joseph), centre d’étude et groupe de pression œuvrant en faveur d’une politique économique libérale.

- 1er novembre : un Douglas DC-6MB de United Airlines est victime d'un attentat au-dessus du Colorado causant la mort de 44 passagers. L'attentat est le fait d'un certain John G. Graham qui avait déposé une bombe dans l'appareil pour toucher la prime d'assurance de sa mère.

- 1er - 2 novembre : l’armée israélienne attaque les positions égyptiennes dans la région d’el-Auja, s’assurant le contrôle d’une des principales voies d’accès vers le Sinaï.

- 2 novembre : en Israël, David Ben Gourion redevient Premier ministre.

- 4 novembre : le prix Nobel de la paix 1954 est décerné au Haut Commissariat des Nations unies pour les réfugiés.

- 5 novembre : rétablissement de Mohammed V sur le trône du Maroc par Edgar Faure.

- 6 novembre : accords de La Celle-Saint-Cloud mettant fin au protectorat français au Maroc. À la suite de la démission de Mohammed ben Arafa, Sidi Mohammed ben Youssef est reconnu comme sultan du Maroc. Le principe de « l’indépendance » dans l’interdépendance est reconnu.

- 8 novembre : le général Raoul Salan dirige les opérations militaires en Algérie.

- 16 novembre : retour triomphal à Rabat du sultan Mohammed Ben Youssef, qui s'appelle désormais Mohammed V du Maroc.

- 18 novembre[1] : réforme municipale augmentant le nombre de communes en Afrique française.

- 21 novembre : ouverture à Bagdad de la première conférence des pays adhérents du pacte de Bagdad.

- 24 novembre : premier vol du Fokker F27 Friendship.

- 29 novembre : le gouvernement Edgar Faure (2) est renversé à la majorité absolue.

## Naissances
- 1er novembre : Souleymane Bachir Diagne, philosophe sénégalais.
- 3 novembre : Phumzile Mlambo-Ngcuka, femme politique zoulou, vice-présidente d'Afrique du Sud.
- 7 novembre : Jacques Martial, acteur français
- 8 novembre : Souleymane Bachir Diagne, Philosophe Sénégalais.
- 10 novembre : Ken Holland, joueur de hockey.
- 11 novembre : 
  - Jigme Singye Wangchuck, roi du Bhoutan de 1972 à 2006.
  - Friedrich Merz, homme politique allemand.
- 13 novembre : Whoopi Goldberg, actrice américaine.
- 16 novembre : Guillermo Lasso, homme politique équatorien et Président de la République de l'Équateur depuis 2021.
- 17 novembre : Patrick Achi, personnalité politique ivoirienne.
- 21 novembre : Jacob Desvarieux, chanteur, musicien, arrangeur et producteur français († 30 juillet 2021).
- 24 novembre : Najib Mikati, homme d'État libanais, ancien président du Conseil des ministres du liban.
- 25 novembre : Patrick Crombé, sculpteur belge.
- 29 novembre : Hassan Sheikh Mohamoud, homme d'État somalien.
- 30 novembre : Kevin Conroy, acteur américain († 10 novembre 2022).

## Décès
- 1er novembre : Rafael González Madrid dit « Machaquito » matador espagnol (° 2 janvier 1880).
- 5 novembre :
  - Charley Toorop, peintre néerlandaise (° 24 mars 1891).
  - Maurice Utrillo, peintre français.
- 6 novembre : Alice Schille, peintre américaine (° 21 août 1869).
- 22 novembre : Théophile Beeckman, coureur cycliste belge (° 1er novembre 1896).
- 27 novembre : Arthur Honegger, compositeur suisse.

## Fiction
C'est le 5 novembre 1955 dans le film Retour vers le futur (1985), que le personnage de Marty McFly (interprété  par Michael J. Fox) arrive pour la première fois dans le passé avec une machine à voyager dans le temps  (la DeLorean),.
Le samedi 12 novembre. Marty McFly arrivera à faire un retour vers le futur, grâce à son ami le docteur Emmett Brown en l’an 1985.